# Oonopidae
Oonopidae é uma família de aranhas araneomorfas que inclui pelo menos 487 espécies divididas por 72 géneros. São minúsculas aranhas errantes de hábitos nocturnos, de cor rosada e fácilmente confundíveis com ácaros. Ocorrem em locais abrigados e ricos em matéria orgânica, incluindo habitações humanas.

## Taxonomia
São as seguintes as subfamílias e géneros:
- Gamasomorphinae
  - Brignolia Dumitrescu & Georgescu, 1983 (Cuba, Yemen, Seychelles)
  - Camptoscaphiella Caporiacco, 1934 (Bhutan, Nepal, China)
  - Diblemma O. P.-Cambridge, 1908 (Seychelles, introduced in Britain)
  - Dysderina Simon, 1891 (Central to South America, Africa, Philippines)
  - Epectris Simon, 1893 (Southeast Asia)
  - Gamasomorpha Karsch, 1881 (Africa, Australia, Asia, USA to Argentina, Hawai'i, Socotra))
  - Grymeus Harvey, 1987 (Australia)
  - Hytanis Simon, 1893 (Venezuela)
  - Ischnothyrella Saaristo, 2001 (Seychelles)
  - Ischnothyreus Simon, 1893 (Asia, USA to Panama))
  - Kapitia Forster, 1956 (New Zealand)
  - Kijabe Berland, 1914 (Africa)
  - Lionneta Benoit, 1979 (Seychelles)
  - Lisna Saaristo, 2001 (Seychelles)
  - Lucetia Dumitrescu & Georgescu, 1983 (Cuba, Venezuela)
  - Marsupopaea Cooke, 1972 (Colombia)
  - Matyotia Saaristo, 2001 (Seychelles)
  - Myrmecoscaphiella Mello-Leitão, 1926 (Brazil)
  - Myrmopopaea Reimoser, 1933 (Sumatra)
  - Neoxyphinus Birabén, 1953 (Argentina, Guyana)
  - Nephrochirus Simon, 1910 (Namibia)
  - Opopaea Simon, 1891 (Australia, Americas, Africa, Asia, Rapa Nui)
  - Patri Saaristo, 2001 (Seychelles)
  - Pelicinus Simon, 1891 (USA, Seychelles)
  - Plectoptilus Simon, 1905 (Java)
  - Predatoroonops Rheims & Ott, 2012 (Brazil)
  - Prida Saaristo, 2001 (Seychelles)
  - Prodysderina Dumitrescu & Georgescu, 1987 (Venezuela, Lesser Antilles)
  - Pseudoscaphiella Simon, 1907 (South Africa)
  - Pseudotriaeris Brignoli, 1974 (China, Japan)
  - Scaphiella Simon, 1891 (USA to Argentina, Hawai'i)
  - Silhouettella Benoit, 1979 (Europe to Central Asia, North Africa, Socotra, Seychelles)
  - Triaeris Simon, 1891 (India, Africa, USA to Venezuela, West Indies)
  - Xyphinus Simon, 1893 (Malaysia, Borneo, Singapore)
  - Yumates Chamberlin, 1924 (México)
- Oonopinae Simon, 1890
  - Anophthalmoonops Benoit, 1976 (Angola)
  - Aprusia Simon, 1893 (Sri Lanka)
  - Australoonops Hewitt, 1915 (South Africa)
  - Blanioonops Simon & Fage, 1922 (East Africa)
  - Caecoonops Benoit, 1964 (Congo)
  - Calculus Purcell, 1910 (South Africa)
  - Heteroonops Dalmas, 1916 (USA to Panama, West Indies, Seychelles, St. Helena)
  - Hypnoonops Benoit, 1977 (Congo)
  - Oonopinus Simon, 1893 (Europe, Panama to Argentina, Seychelles, Hawai'i, Sierra Leone, New Caledonia)
  - Oonopoides Bryant, 1940 (Venezuela, México, Cuba)
  - Oonops Templeton, 1835 (Europe, Africa, Americas, Tasmania)
  - Orchestina Simon, 1882 (Asia, Africa, USA, Europe, Tasmania)
  - Simonoonops Harvey, 2002 (Venezuela)
  - Socotroonops Saaristo & van Harten, 2002 (Socotra)
  - Stenoonops Simon, 1891 (West Indies, Panama to Venezuela)
  - Sulsula Simon, 1882 (Namibia, Algeria, Egypt)
  - Tapinesthis Simon, 1914 (Europe, introduced to the USA)
  - Telchius Simon, 1893 (Algeria, Morocco, South Africa)
  - Termitoonops Benoit, 1964 (Congo)
  - Unicorn Platnick & Brescovit, 1995 (South Africa)
  - Wanops Chamberlin & Ivie, 1938 (México)
  - Xestaspis Simon, 1884 (Africa, Australia, Micronesia, Sri Lanka, Costa Rica)
  - Xiombarg Brignoli, 1979 (Brazil, Argentina)
  - Xyccarph Brignoli, 1978 (Brazil)
  - Zyngoonops Benoit, 1977 (Congo)
- incertae sedis
  - Aridella Saaristo, 2002 (Seychelles)
  - Cousinea Saaristo, 2001 (Seychelles)
  - Coxapopha Platnick, 2000 (Panama, Brazil, Peru)
  - Decuana Dumitrescu & Georgescu, 1987 (Venezuela)
  - Dysderoides Fage, 1946 (Venezuela, India)
  - Farqua Saaristo, 2001 (Farquhar Islands)
  - Ferchestina Saaristo & Marusik, 2004 (Russia)
  - Khamisia Saaristo & van Harten, 2006 (Yemen)
  - Megabulbus Saaristo, 2007 (Israel)
  - Megaoonops Saaristo, 2007 (Israel)
  - Ovobulbus Saaristo, 2007 (Egypt, Israel)
  - Pescennina Simon, 1903 (Venezuela)
  - Semibulbus Saaristo, 2007 (Israel)